# 港景街

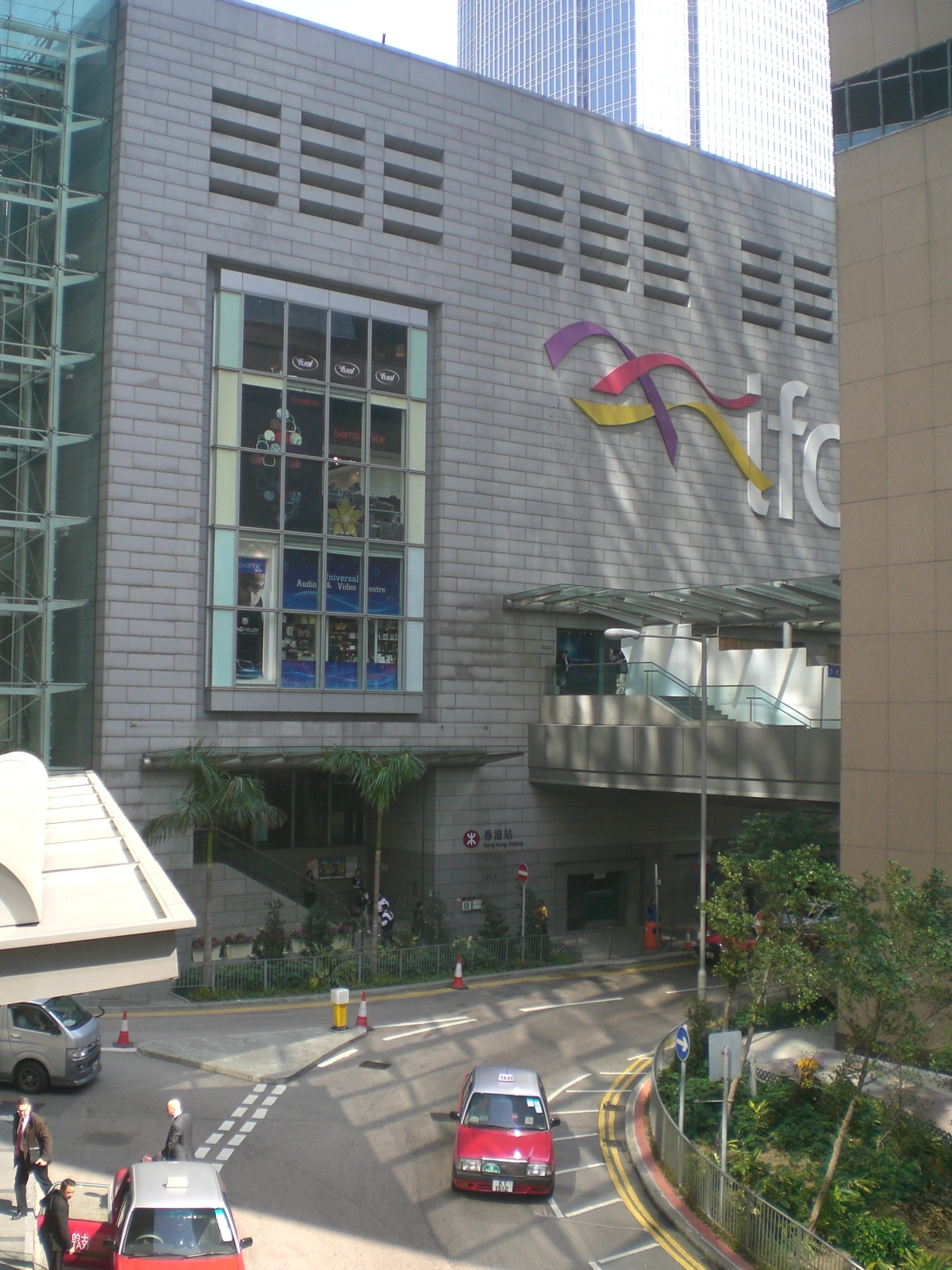
港景街西端

港景街（英語：Harbour View Street）是香港一條街道，位於香港島中環北部，東接康樂廣場，西接干諾道中。 

## 背景
港景街是以交易廣場為巴士總站的巴士必經路段，昔日更是中環海濱公園、統一碼頭和卜公碼頭所在地，現在是國際金融中心一期，及其地底是香港站的所在地。
以前港景街為一個位於海濱的街道，因中環及灣仔填海計劃，現在已被香港站所遮擋。
國金一期及香港站的門牌是港景街1號。

## 鄰近
- 國際金融中心一期
- 交易廣場
- 香港站
- 香港四季酒店